# Augusto Massari
Augusto Massari (San Giovanni in Marignano, 1º giugno 1887 – Rimini, 14 gennaio 1970) è stato un compositore e direttore d'orchestra italiano.

## Biografia
Augusto Massari compie i suoi studi musicali tra Rimini e Pesaro. La grande vena musicale, manifestatasi sin dalla più giovane età, lo porta a comporre un ampio catalogo musicale che passa dall'opera lirica, alla musica sacra, oratoriale, corale e sinfonica, non trascurando quella pianistica e organistica. Amico personale di Pietro Mascagni, Riccardo Zandonai, Lorenzo Perosi e Mario del Monaco, che incoraggiò nella sua formazione musicale, si rese celebre nella città di Rimini e non solo, soprattutto come autore di opere liriche; suo capolavoro è Graziella.
È stato insignito di prestigiosi premi e riconoscimenti, primo fra tutti la medaglia d'oro ricevuta dal maestro Amintore Galli per l'esecuzione della sua Missa Pacis. Fu inoltre premiato con medaglia d'oro dalla città di Rimini, insieme al giornalista Sergio Zavoli e al regista Federico Fellini. Il 2 giugno del 1969 il Presidente della Repubblica Giuseppe Saragat, lo nomina Cavaliere della Repubblica. Riceve inoltre due medaglie d'oro: nel 1950 per il "Canto del Filatelico" che è stato eseguito in tutto il mondo, e nel 1960 per la Marcia Solenne "Verso Messico 68" da lui composta in occasione dell'Esposizione Olimpica di Arte Filatelica tenutasi in Messico nel 1968.
Nel 2007, nel contesto della Sagra Musicale Malatestiana, gli è stata dedicata una serata in cui sono stati eseguiti: "Andante espressivo per orchestra d'archi" e "Messa Melodica" per coro e orchestra.
A lui sono dedicati il Teatro di San Giovanni in Marignano e una via, nella città di Rimini.
Inoltre dal 1980, un Premio Internazionale di Filatelia Musicale a lui intitolato, si tiene ogni anno in una nazione diversa. L'ultima edizione, quella del 2 – 3 novembre 2013, si è svolta a Lambesc, in Francia.
Il Maestro Massari ha per lungo tempo abitato, e composto le sue opere, in Rimini, presso una villetta di fianco all'Arco d'Augusto, in via Bastioni Orientali n.10.

## Opere Teatrali
- Raffaello e Fornarina
- Graziella – Rimini, Teatro Vittorio Emanuele – 1928
- Astuzie d'Amore – Rimini, Teatro "Novelli" – 1946-1947
- Biancaneve – Rimini, Teatro "Italia" – 1948
- L'Errante
- Il Giglio di Corinaldo
- L'Insidia
- L'Arciere – Rimini, Teatro "Novelli" – 1951
- Il Pianoforte galeotto
- L'Anello della nonna
- I Goliardi innamorati (Leda)

## Composizioni
Compose anche numerose:
- Sinfonie, musica da camera
- Brani per pianoforte, per organo e per orchestra
- Canti corali
- Messe di Gloria e di Requiem
- Preghiere, Pastorali, Mottetti, Ave Maria, ecc..
- Canzoni popolari
- Il Canto del Filatelico
- "Verso Messico ‘68"
- Inno a San Marino (marcia solenne)
- Il Canto dei Giornalisti

| Controllo di autorità | VIAF (EN) 8091155953610142630000 · SBN RAVV099253 · GND (DE) 1187531499 |